# Thomas Schildknecht
Thomas Schildknecht är en schweizisk astronom.
Minor Planet Center listar honom som T. Schildknecht och som upptäckare av 3 asteroider.

## Supernovor upptäckta av Thomas Schildknecht
| SN 1983 W                                      | 1983             |
| SN 1985 A                                      | 1985             |
| SN 1986 K                                      | 1 september 1986 |
| SN 1987 F [A]                                  | 2 april 1987     |
| SN 1989 F                                      | 7 mars 1989      |
| Upptäckt tillsammans med: A Natalja V. Metlova |                  |

## Asteroider upptäckta av Thomas Schildknecht
| 3328 Interposita | 21 augusti 1985   |
| 3330 Gantrisch   | 12 september 1985 |
| 3366 Gödel       | 22 september 1985 |